# 引本町
引本町（ひきもとちょう）は三重県北牟婁郡にあった町。現在の紀北町の南東端にあたる。本項では町制前の名称である引本村（ひきもとむら）についても述べる。

## 地理
- 海洋：尾鷲湾、熊野湾
- 湖沼：白石湖
- 河川：船津川

## 歴史
- 1889年（明治22年）4月1日 - 町村制の施行により、引本浦・小浦村・矢口浦・白浦・島勝浦・須賀利浦の区域をもって引本村が発足。
- 1897年（明治30年）5月31日 - 引本村から大字島勝浦・白浦が分立して桂城村が、大字須賀利浦が分立して須賀利村がそれぞれ発足。
- 1899年（明治32年）2月21日 - 引本村が町制施行して引本町となる。
- 1954年（昭和29年）8月1日 - 相賀町・船津村・桂城村と合併して海山町が発足。同日引本町廃止。